# Ineta Hopton
Ineta Hopton (* 11. Juli 1992 in Liepāja als Ineta Mackeviča) ist eine lettische Squashspielerin. 

## Karriere
Ineta Hopton begann ihre professionelle Karriere im Jahr 2016 und gewann bislang einen Titel auf der PSA World Tour. Ihre höchste Platzierung in der Weltrangliste belegte sie mit Rang 42 im März 2022. Im Einzel stand sie bei Europameisterschaften mehrfach im Hauptfeld und erreichte 2018 mit dem Einzug ins Viertelfinale ihr bestes Ergebnis. Mit der lettischen Nationalmannschaft nahm sie ebenfalls mehrfach an Europameisterschaften teil. Sie vertrat Lettland 2017 bei den World Games, wo sie in der ersten Runde ausschied. Hopton gewann neunmal die lettische Landesmeisterschaft.
Sie heiratete im Juni 2023 den Squashtrainer William Hopton.

## Erfolge
- Gewonnene PSA-Titel: 1
- Lettischer Meister: 9 Titel (2009, 2010, 2012–2018)